# Nación española

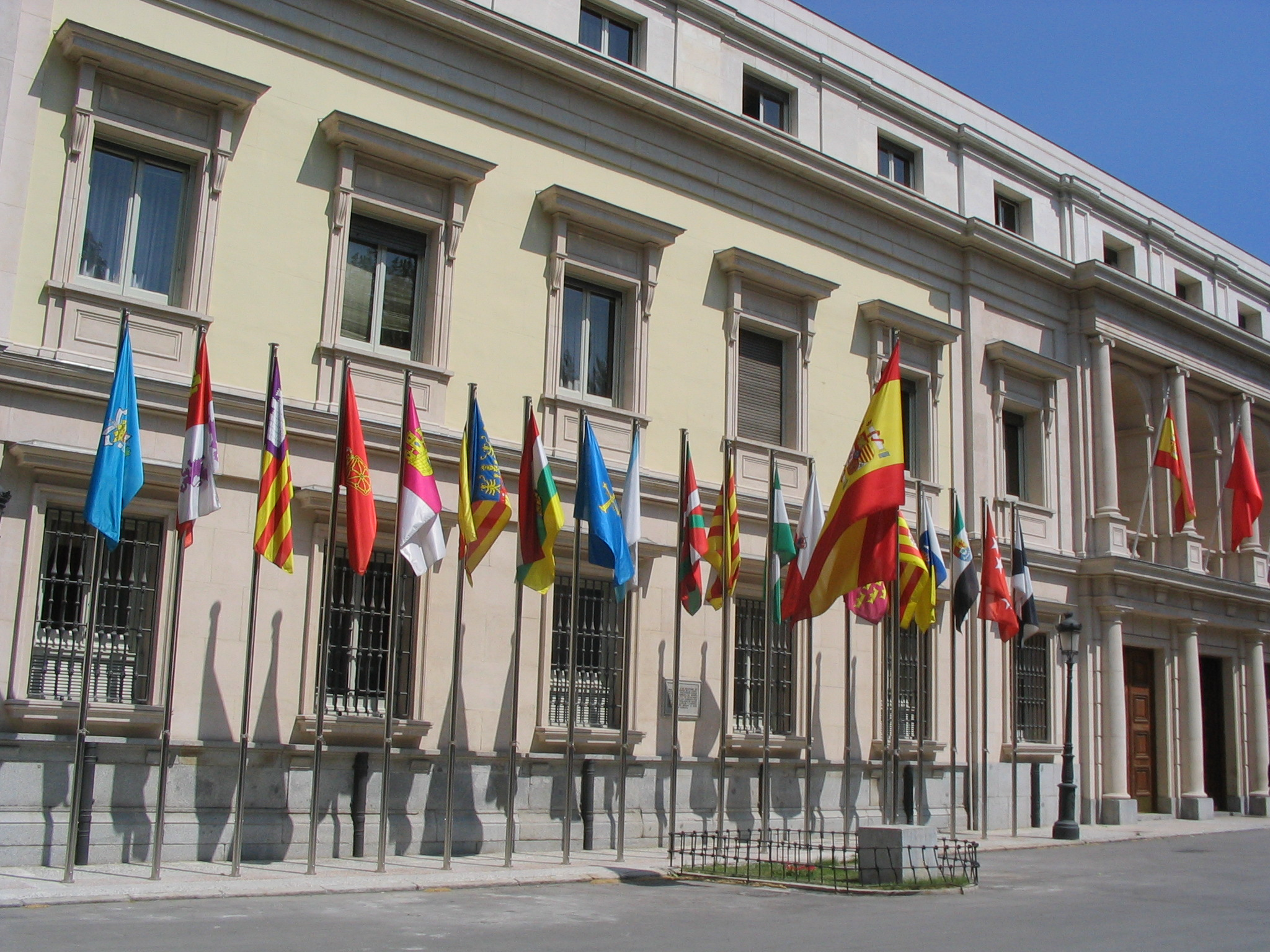
Banderas en la entrada del Senado.

La nación española es un concepto de especial importancia en el pensamiento político y ordenamiento jurídico español, recogido en la Constitución de 1978 cuyo artículo 2 reza:

La Constitución se fundamenta en la indisoluble unidad de la Nación española, patria común e indivisible de todos los españoles, y reconoce y garantiza el derecho a la autonomía de las nacionalidades y regiones que la integran y la solidaridad entre todas ellas.

 En el Anteproyecto Constitucional se recogían las líneas básicas del texto finalmente aprobado del art. 2, aunque careciendo de la mención a la nación española: 

La Constitución se fundamenta en la unidad de España y la solidaridad entre sus pueblos y reconoce el derecho a la autonomía de las nacionalidades y regiones que la integran.

 La repercusión de este anteproyecto provocó que el senador constituyente Julián Marías, filósofo y discípulo de Ortega y Gasset, y condenado al ostracismo durante la dictadura por su oposición al régimen franquista, escribiera: 

España ha sido la primera nación que ha existido, en el sentido moderno de esta palabra...Políticamente, las expresiones «Monarquía española» y «Nación española» han precedido largamente a «España». El Tesoro de la lengua castellana o española, de Sebastián de Covarrubias (1611), da esta definición: «NACION. Del nombre latino natio, is, vale reyno o provincia estendida, como la nación española»...Hasta hace unos días, el anteproyecto de Constitución recién elaborado arroja por la borda, sin pestañear, la denominación cinco veces centenaria de nuestro país.

Fue en la Comisión Constitucional del Congreso donde se concibió el artículo actual, incorporándose la expresión «Nación española» y los vocablos «indisoluble unidad» y «patria común e indivisible de todos los españoles». La votación que se produjo durante el Pleno del Congreso mostró un amplio consenso entre los principales grupos políticos con 278 votos a favor, 20 en contra y 13 abstenciones. Similar consenso se mostró en el senado con 140 votos a favor, 16 en contra y 11 abstenciones.

## Discrepancias actuales sobre el concepto
Tanto Izquierda Unida como Podemos entienden a España, así expresado en sus documentos y comparecencias, como un Estado plurinacional, esto es, un Estado en cuya jurisdicción habitan distintas nacionalidades; proponiendo la federalización del estado, aunque con matices diferenciales dependiendo de la formación.
Además, desde finales del siglo XIX diversos nacionalismos, con distinta entidad en cada uno de los territorios (especialmente en Cataluña, País Vasco y Galicia), niegan o matizan su pertenencia a una unidad nacional española, adoptando a lo largo del tiempo diferentes posiciones en cuanto a la consideración e identificación, tanto de sus territorios y poblaciones, como en cuanto a su denominación como entidades nacionales o de otro tipo; solicitando en algunos casos el reconocimiento de su derecho a la autodeterminación. Dicha idea fue defendida, en el proceso constituyente, por los diputados Barrera y Letamendía, así como los senadores Bandrés y Xirinacs quienes eran partidarios de suprimir el término nación de la constitución (así como sus adiciones «robustecedoras»), por entender que España no es una nación sino un Estado plurinacional. El senador Bandrés propuso una enmienda para el artículo 2 que decía: 

La constitución se fundamenta en la pluralidad del Estado español, la solidaridad entre los pueblos, el derecho a la autonomía de la regiones y naciones que lo integran y el derecho a la autodeterminación de estas últimas.

## Evolución del concepto de nación española a través de la historia

### La «nación española» en la Edad Media
En la Edad Media el concepto de «nación» se suscribía de manera muy imprecisa, relacionándose con el origen familiar o étnico y por supuesto desprovisto de soberanía popular alguna. En dicho periodo las personas, sometidas al poder de un rey, podían ser: súbditos o naturales. Pudiendo un individuo haber nacido en un reino sin necesidad de ser súbdito (como musulmanes y judíos en feudos cristianos) o ser súbdito habiendo nacido en otro lugar. De esta forma, las universidades medievales agrupaban estudiantes y maestros que se concebían como «nación», a pesar de proceder de diversos lugares.
En el caso de los reinos cristianos medievales peninsulares sus habitantes compartían una identidad amplia de hispani («españoles») como herederos de la Hispania romana y de la Reconquista, una idea que será fomentada más tarde por los humanistas renacentistas. Por ejemplo, del papa Benedicto XIII se decía que era «español de nación, del reino de Valencia».

### La «nación española» en los siglosXVIyXVII
En los siglos XVI y XVII el término «nación española» fue usado con frecuencia referido a los territorios de la Monarquía Hispánica, incluyendo eventualmente las Indias. Sebastián de Covarrubias, en su Tesoro de la lengua castellana o española, al definir el término «nación» como «reino o provincia estendida» ponía como ejemplo precisamente «la nación española».
La primera mención documentada del sintagma «nación española» se encuentra en la Crónica de los Reyes Católicos (escrita hacia 1549) de Alonso de Santa Cruz, lo que, según Juan Francisco Fuentes no es una casualidad porque «la idea moderna de España, con una identidad cultural e histórica en ciernes, se esboza a finales del siglo XV con la unidad de los reinos de Castilla y Aragón bajo los Reyes Católicos». En el pasaje de la Crónica de Santa Cruz en el que aparece «nación española» se hace referencia a la conquista del reino de Nápoles por el Gran Capitán en la que «acontecieron cosas muchas y muy notables, y hechos muy señalados de guerra, a cavalleros y a otras personas de la nación española, por do de allí adelante fue muy temida y estimada en toda la provincia de Ytalia». «Es importante señalar —advierte Juan Francisco Fuentes— que la pertenencia a la "nación española" radica en el lugar de nacimiento de esos "cavalleros" y "otras personas" y que tal circunstancia era conceptuada como origen de una identidad específica precisamente al encontrarse fuera de su tierra originaria. De ello se desprende que son la lejanía y el consiguiente contraste con otros pueblos lo que confiere una identidad propia a los españoles de nacimiento o nación».
El término «nación española» en los siglos XVI y XVII, pues, no se utilizó en el sentido que se le dará a partir de la Guerra de la Independencia Española y que quedará plasmado en la Constitución Española de 1812. Así lo reconoce Javier María Donézar cuando afirma que en los siglos XVI y XVII «no había conciencia de unidad nacional, y menos de unidad política, tal como hoy la entendemos; todo quedaba vinculado a la “carta de naturaleza”, del mismo modo que las relaciones entre los reyes y los súbditos seguían siendo en todo punto personales». El uso más frecuente del sintagma «nación española» se refería a los nacidos en España que se encontraban fuera de ella. Así se desprende por ejemplo del título de la siguiente obra publicada en 1599 con motivo de la muerte del rey Felipe II: Sermón fúnebre que predicó el Maestro Fray Matheo de Ouando, de la Orden de los Predicadores, en las honras de Philipe Segundo, Rey de las Españas: que fueron celebradas por la nación Española en Bruselas.
Además, como ha destacado Xavier Gil Pujol, «los límites humanos y geográficos de una nación no estaban bien definidos, de modo que el término se prestaba a una amplia variedad de usos». La imprecisión del término «nación», referido a la «nación española», se puede comprobar, por ejemplo, en el caso del jurista catalán de Perpiñán Andreu Bosch (1570-1628) que cuando enumeraba las «nacions» que formaban «tota la nació espanyola» (de la que decía: «Digan de gracia quina nacio hi ha en lo mon que se puga mes gloriar de la fe, y paraula quels Espanyols, o sino entren en judici totes») mencionaba  «les nacions de Castella, Toledo, Lleó, Astúries, Extremadura, Granada» juntamente con catalanes y portugueses. Otro ejemplo lo ofrece Baltasar Gracián en El Criticón (1651-1657) en el que junto con la consideración de la «nación española» como «la primera nación de Europa: odiada porque envidiada» reconocía la existencia de varias «naciones de España». En el mismo sentido se había expresado un siglo antes Cristòfor Despuig en sus Col·loquis de Tortosa (1557), obra en la que se proponía dar a conocer «varias historias... en loor... de la nación catalana», denunciando al mismo tiempo a aquellos «malévolos [autores que] no han dudado... en escribir... en ofensa de la nación catalana», e infamar así «una nación tan fidelísima y tan valerosa como es ésta entre todas las de España». Por otro lado, la nación también podía abarcar el conjunto de la Cristiandad. Así el fraile navarro Martín de Azpilicueta afirmaba que «sólo hay dos naciones en el mundo cristiano: una que combate por Cristo, otra que defiende a Satanás».
La imprecisión del término «nación española» también puede comprobarse en el siguiente texto de 1604 —fecha en la que el reino de Portugal formaba parte de la Monarquía Hispánica— del clérigo y viajero francés Barthélemy Joly referido a «los españoles»:

Entre ellos los españoles se devoran, prefiriendo cada uno su provincia a la de su compatriota y haciendo, por deseo extremado de singularidad, muchas más diferencias de naciones que nosotros en Francia, picándose por ese asunto los unos de los otros y reprochándose el aragonés, el valenciano, catalán, vizcaíno, gallego, portugués, los vicios y desgracias de sus provincias, en su conversación ordinaria. Y si aparece un castellano entre ellos, vedles ya de acuerdo para lanzarse todos juntos sobre él, como dogos cuan ven al lobo.

Así pues, en los siglos XVI y XVII el vocablo «nación» contenía una amplitud de acepciones, denotando distintas funciones y significados, en múltiples escritos del ámbito institucional y artístico, aunque no tardará en aparecer una tendencia mayoritaria a favor de usar el término en relación con elementos sociales y políticos, en detrimento de sus otros usos. Durante el siglo XV y principios del XVI aún se emplea en castellano una palabra del latín para expresar el concepto de procedencia de linaje, natio (traducido como nacimiento o acción de nacer).
En la Monarquía Hispánica, como monarquía compuesta que era, no existía una naturaleza española ni una única nación legal española, sino que la naturaleza de cada súbdito del rey era la del reino al que pertenecía. «Un rey, una fe y muchas naciones», así define Xavier Gil Pujol a la Monarquía española de los siglos XVI y XVII. «Un mismo rey era el factor decisivo compartido por todos los súbditos en los diferentes reinos y territorios que constituían la Monarquía, el que les relacionaba entre ellos y el que hacía de ellos, según se solía decir, un "cuerpo místico”"», añade Gil Pujol. Por su parte el rey tenía tantas naturalezas como reinos y territorios estaban bajo su autoridad, así que era castellano para sus súbditos castellanos y aragonés para sus súbditos aragoneses. Así pues, en los siglos XVI y XVII el lugar de nacimiento no era exclusivamente una expresión geográfica, una mera realidad física, sino que en la sociedad corporativa del Antiguo Régimen comportaba las leyes, costumbres y franquicias que lo regían. «Por lo tanto, ser barcelonés o castellano significaba ser partícipe de una condición jurídica determinada (junto al estatus social o estamental respectivo)», señala Xavier Gil Pujol. Esa condición («naturalización») se alcanzaba por el estatus legal del padre y, a veces, de la madre (ius sanguinis) o por el lugar de nacimiento (ius soli).
El problema de qué súbdito del rey era «extranjero» en el resto de sus dominios fue una cuestión objeto de controversia. «Así pues, el lazo recíproco de tener un mismo rey no bastaba para que enraizara una idea auténtica y universal de comunidad, dentro de la cual ningún súbdito del rey español fuera extranjero para otro. Pero sí que existía una idea de una comunidad más estrecha, aunque no homogénea, entre Castilla y la Corona de Aragón, y esa comunidad era España». Así por ejemplo, a finales del siglo XVI la comunidad española asentada en Roma que hasta entonces se había diferenciado entre la nación castellana, aragonesa y portuguesa, pasó a llamarse «la nación española». Para consolidar esa identidad «española» se fundó la Cofradía de la Santísima Resurrección, a la que el rey Felipe II le envió la carta siguiente, en la que vuelve a aparecer la imprecisión, en este caso territorial, del término «nación española» —nótese que, por ejemplo, incluye Cerdeña—:

Siendo esta cofradía propria de la nación española, es necesario que el que huviere de ser admitido a ella sea español y no de otra nación; la qual qualidad de ser español se entiende tener para el dicho effeto tanto el que fuere de la Corona de Castilla como de la de Aragón y del reyno de Portugal y de las islas de Mallorca, Menorca, Cerdeña e islas y tierra firme de entrambas Indias, sin ninguna distinción de edad, ni de sexo ni de estado.

La Nación española según la Carta de organización de la Cofradía de la Santísima Resurrección en Roma, 1580

Así pues, en principio el término «extranjero» se refería al que era de «otro reino», pero a partir del nacimiento de la Monarquía Hispánica el punto de referencia empezó a cambiar pasando de una tierra-reino gobernada por un monarca a una tierra-reunión de reinos que constituía la suma de los reinos bajo una misma Corona. Así por ejemplo Felipe IV en 1632 prohibió «conceder naturaleza a los extranjeros de estos reinos» para que pudieran acceder a los beneficios eclesiásticos.
La separación de Portugal de la Monarquía Hispánica en 1668 circunscribió la noción de «España» y «español» al conjunto de las coronas de Castilla y de Aragón. Pero las ambigüedades subsistían. Así un grupo de mercaderes catalanes residentes en Cádiz se quejaron en 1674 de que se les tratara como «extranjeros» alegando que no se debían nombrar cónsules ―como se hacía con las naciones «extranjeras»― para aquellas naciones «que son inmediatos vasallos de una corona, como lo son los cathalanes de la real corona de su Magestad, los quales, como a propios vasallos, son y se nombran españoles, siendo como es indubitado que Cataluña es España».

### La «nación española» en elsigloXVIII
La victoria borbónica en la Guerra de Sucesión Española puso fin a la Monarquía compuesta de los Austrias y a partir de entonces apareció «una única naturaleza, de raíces castellanas. Por lo tanto, un rey, una fe y ahora una ley y una única nación legal», afirma Xavier Gil Pujol. En el mismo sentido se expresa Juan Francisco Fuentes: «en el Siglo de las Luces, el concepto de "nación española" y de patria como fuente de una suerte de legitimidad sentimental experimentarán un definitivo cambio de escala y de contenido. La llegada de una dinastía extranjera, necesitada de credenciales que avalaran su españolidad ante sus súbditos, y la recepción, a partir de mediados del XVIII, de los principios modernizadores de la Ilustración europea, colocaron los conceptos de nación y sobre todo de patria en el centro del lenguaje reformista de la época».
Así pues, a lo largo del siglo XVIII se van definiendo la «nación» y la «patria» de una forma racionalista y contractualista, aunque sin que desaparezcan los significados anteriores. Juan Bautista Pablo Forner escribe en su ensayo Amor de la patria que el amor de una persona por su patria significa «amar su propia felicidad en la felicidad de aquella porción de hombres con quienes vive, con quienes se comunica, con quienes le ligan unas mismas leyes, unas mismas costumbres, unos mismos intereses y un vínculo de dependencia mutua, sin la cual no le sería posible existir». En esa obra define la patria como «aquel cuerpo de Estado donde, debajo de un gobierno civil, estamos unidos en las mismas leyes». Y por otro lado realiza una clara defensa de la dinastía de los Borbones frente a los tres últimos Austrias ya que durante el reinado de los primeros «ya se ve una nación que renace entre sus escombros» y que «va caminando en silencio hacia la prosperidad». Esta actitud ha sido calificada como «patriotismo oficialista»  ―o «patriotismo dinástico»― y explica que Forner participara activamente en la polémica suscitada en 1782 por la voz «Espagne» de L’Encyclopédie en la que su autor, Nicolas Masson de Morvilliers, negaba cualquier aportación de España a la cultura europea de los últimos siglos. Así Forner escribió en 1786 como respuesta Oración apologética por la España y su mérito literario, una obra que fue contestada por el sector ilustrado no oficialista ―«patriotismo crítico», ha sido denominado― que abogaba por el reconocimiento del atraso secular de España como primer paso para ponerle remedio ―el periódico El Censor publicó en 1787 una feroz sátira de la obra de Forner con el título Oración apologética por el África y su mérito literario y acabó siendo prohibido por las autoridades―. Como ha señalado Juan Francisco Fuentes, la reacción ante el artículo de L’Encyclopédie «puso al descubierto la existencia de una clara línea divisoria entre dos líneas distintas de amor a la patria: la oficialista encabezada por Forner, que subrayaba los logros alcanzados por la nación, sobre todo bajo la nueva dinastía, y aquella otra representada por El Censor y sus seguidores [El Observador, El Corresponsal del Censor], que parte del reconocimiento autocrítico del atraso nacional como única forma de superarlo».
Antes de Forner otros ilustrados como Gregorio Mayans, Juan Francisco Masdeu o Benito Feijoo (Glorias de España, 1730) se ocuparon de responder a las críticas que desde fuera se hacían contra los méritos de España lanzando, en palabras de Feijoo, un «injurioso concepto de la nación española».
Con el triunfo de la Revolución francesa y la posterior Guerra de la Convención el término «nación» comenzó a ser incómodo para las elites gobernantes por el nuevo sentido que le había dado la revolución atribuyéndole a la misma la soberanía. Así por ejemplo en las relaciones diplomáticas que mantuvo el gobierno de Carlos IV con las autoridades revolucionarias francesas antes de la guerra se rechazó con insistencia que la otra parte usara la expresión «nación española» porque eso cuestionaba el poder absoluto del monarca.
Por el contrario los ilustrados más críticos con la Monarquía borbónica que asumieron los principios revolucionarios utilizarán el término «nación española» dándole el nuevo sentido de sujeto de la soberanía. Así José Marchena, que tuvo que huir a Francia, publicó desde allí de forma anónima en 1792 un panfleto titulado precisamente A la Nación Española. En esa obra además de señalar la decadencia de la patria ―«la patria de los Sénecas y los Lucanos» «¿dónde está, ¡ay!, tu antigua gloria?»― reclamaba la convocatoria de las Cortes además de la abolición de la Inquisición española.

#### ¿Una identidad «protonacional» española en la Edad Moderna?
Algunos autores han afirmado que en la Edad Moderna surgió un sentimiento «protonacional» por el que las gentes se perciben como pertenecientes a una «protonación» o «prenación española» con afecto y apego hacia España o las Españas, compatibilizado con un sentimiento de propio arraigo hacia sus respectivos reinos; sensibilidad «protonacional» que se manifiesta en personajes como Cervantes o Quevedo. El jurista e historiador Francisco Tomás y Valiente, que asumió esta tesis, recoge las palabras de ciertos e importantes contemporáneos de la Edad Moderna que reflejan cómo reconocían a España: «Ahora bien, si en el lenguaje coloquial hay una patria chica es porque existe otra mayor. Y en efecto Cervantes se refiere con frecuencia a España como la patria de muchos de sus personajes. Uno de ellos, en Los trabajos de Persiles y Segismunda manifiesta que su patria es España; otro en El trato de Argel... En tono más auténtico y por lo mismo más patético, Ricote, aquel morisco expulsado de España en 1609 como todos los de su nación, confiesa a Sancho que el y todos los suyos "lloramos por España, que, en fin, nacimos en ella y es nuestra patria natural"».

¡Oh flor de la andante caballería; oh luz resplandeciente de las armas; oh honor y espejo de la nación española! Miguel de Cervantes
Hijo de España, escribo sus glorias… ¿Qué cosa nació en España buena a ojos de otras naciones…?” Francisco de Quevedo

Sin embargo, según el historiador marxista Eric Hobsbawm, esta conceptualización de la nación habría sido recibida sólo en la conciencia de una parte de las clases privilegiadas, quedando por tanto desposeída de una palpable impregnación en la masa popular, a la cual esta significación le habría resultado insólita. Esta percepción estamental dotaba al término de tres bases: nacionalidad, lealtad y comunidad política (natio, fidelitas y communitas políticas), que habrían formado parte de la conciencia sociopolítica y emocional de una reducida fracción del total de la «sociedad». Según esta perspectiva, esa minoría, asentada bajo la Monarquía Hispánica, no habría percibido esa «nación» como un ente político supraindividual, sino como un territorio en donde se sustentaba la gloria de una monarquía católica amparada por la providencia.

### La nación española en el

Mapa de la nación española de las Cortes de Cádiz de 1810 en el que se incluyen las provincias americanas.

### La nación española en elsigloXIX
Tras las revoluciones liberales, la acepción de nación alcanzaría un significado político opuesto a la soberanía de los reyes, integrando en el mismo a los ciudadanos del territorio que habitaban (soberanía nacional).
Durante el transcurso de la revolución francesa, Emmanuel-Joseph Sieyès conduce a la nación hacia un original y apasionado terreno al otorgarle el poder depositario de la soberanía: se concreta la "nación política", que abarca al conjunto de la ciudadanía a quienes se les adjudica la titularidad de los designios del país. Estas ideas fueron las que concibieron en España, durante la invasión napoleónica, la primera experiencia constitucional: la Constitución gaditana de 1812. En el inicio de su elaboración, en 1810, se manifestaron de manera mayoritaria las ideas liberales y revolucionarias francesas. En 1812, el constituyente Agustín de Argüelles Álvarez González, en uso de la palabra, exponía:

Para darle toda la claridad y exactitud que requiere la ley fundamental de un Estado... [le] corresponde a la Nación como soberana e independiente, bajo cuyo principio se reserva la autoridad legislativa…

 La Constitución de 1812 se dotó de un título completo dedicado a la nación, cuyos artículos declaraban a la nación española: como el conjunto de los españoles de ambos hemisferios, y como libre e independiente, soberana y, además, obligada a defender la libertad civil y demás derechos de sus ciudadanos. Por primera vez en España es ahora la nación, que se identifica con el pueblo, quién es soberana y cuya representación popular correspondería a los diputados, alejando los pensamientos del antiguo régimen que otorgaban potestades exclusivas a las clases nobiliarias y eclesiásticas, amén del poder soberano que se le atribuía al rey. La nación adquiere entonces connotaciones funcionales dentro de la vida política, participando en ella ciudadanos que son libres e iguales, con capacidad de atribuirse los destinos de la nación y produciéndose una percepción de conciencia de "patriotismo de nación" en detrimento de "patriotismo de linaje o ascendencia".
La constitución de 1837 sólo dotaba a la nación española de soberanía en el preámbulo y no en su articulado:

Siendo la voluntad de la Nación revisar, en uso de su soberanía, la Constitución política promulgada en Cádiz el 19 de marzo de 1812...

Esta exclusiva mención en el considerando se debió a que, a diferencia de la norma suprema de 1812, se quiso limitar el concepto anterior de soberanía nacional, evitando que éste se interpretase como una posible invitación hacia una constante reforma constitucional.
El concepto de soberanía nacional fue sustituido en la constitución de 1845, que acogía la soberanía en las cortes y en el monarca. Hubo un intento de revivir la tradición liberal en la no promulgada y por tanto non nata constitución de 1856, que otorgaba al pueblo la soberanía de la nación española: 

Todos los poderes públicos emanan de la Nación, en la que reside esencialmente la soberanía, y por lo mismo pertenece a la Nación el derecho de establecer sus leyes fundamentales.

Posteriormente fue restablecida en la carta magna de 1869 (surgida tras la Revolución Gloriosa), cuyo preámbulo mentaba: 

La Nación española y en su nombre las Cortes Constituyentes, elegidas por sufragio universal, deseando afianzar la justicia, la libertad y la seguridad, y proveer al bien de cuantos vivan en España, decretan y sancionan la siguiente Constitución.

y su artículo 32 rezaba: 

La soberanía reside especialmente en la nación de la cual emanan todos los poderes.

El fallido proyecto federal de 1873 que intentaba pulirse en constitución, mentaba en su preámbulo: 

La Nación Española, reunida en Cortes Constituyentes, deseando asegurar la libertad, cumplir la justicia y realizar el fin humano a que está llamada en la civilización, ...

Este texto, finalmente abortado, acogía en su ser la soberanía en la "nación-persona": el artículo 42 del texto establecía la soberanía "en todos los ciudadanos", apartando la idea de que la soberanía de la nación conllevara una fuerte supremacía y control estatal. De esta forma quería evitarse, en teoría, una apropiación doctrinal muy restrictiva de la soberanía nacional, que podría tornarse en una visión que destituyera al conjunto de los ciudadanos que conformaban la nación, a favor de unas élites que podrían adueñarse de ese concepto y corromperlo para sus fines.
Este proyecto constitucional vínculaba directamente a la nación española con la federación, describiendo sus partes integrantes por la organización política que conformaban, que eran los estados federados. Estos estados poseían una completa autonomía económico-administrativa y toda la autonomía política compatible con la existencia de la Nación. Asimismo el texto le atribuye al presidente de la república personificar el poder supremo y la suprema dignidad de la Nación.
En la constitución de 1876 la soberanía no pertenece a la nación sino que reside en las cortes con el rey. Para Cánovas la nación española sólo puede verse vinculada en la persona del rey y de las cortes, siendo para él mayor la representatividad que recaía en la corona.

### La nación española en elsigloXX
La Constitución de 1931 aceptaba en su seno la soberanía popular y, aún empleando el vocablo nación, usa como términos presumiblemente intercambiables: España, República o Estado español. El anteproyecto constitucional recogía en su preámbulo la expresión nación española, mentando: 

La Nación española en uso de su soberanía y representada por sus Cortes Constituyentes, decreta y sanciona la siguiente Constitución.

Tras un arduo y extenso debate finalmente se suprimió dicha mención. Eliminación que fue muy crítica por Ramón Menéndez Pidal, que indicaba la inconveniencia de esta pactada solución, fraguada por lo que él consideraba como una concesión injusta a favor de una minoría política, que intentaba destituir el sustrato histórico que a España le correspondía. Esta omisión, que alcanzó al título preliminar, pareció responder a un consenso que permitió acordar un sistema regional híbrido (el Estado integral), un acuerdo que supuso, entre muchas cosas, esta eliminación de la expresión nación española y descartar el federalismo como modelo territorial. Aunque conviene recordar a los diputados que consideraban que el término "España" era más que suficiente, principalmente, por dos razones: unos concebían que España estaba intrínseca e implícitamente ligado a su naturaleza de nación y que, por ende, dicho calificativo era innecesario al no poderse ni negar, ni refutar su condición nacional; y otros, veían con claridad que España poseía una esencia previa y muy superior al concepto de nación, principalmente a la percepción decimonónica, siendo España un hecho palpable que perdurará a pesar de que en el futuro el concepto internacional de nación pueda quedar desvirtuado o desterrado.
No obstante el término nación aparece en varios artículos de la constitución: en el artículo 45 que garantizaba la protección del patrimonio artístico e histórico del país que se consideraban un tesoro cultural de la Nación, así como en el 53 en donde se menciona que los diputados, una vez elegidos, representan a la Nación y en el artículo 67 donde se concreta que el presidente de la república personifica a la Nación.
Las leyes fundamentales de la dictadura franquista atribuían a la nación española un carácter indisolublemente católico

La nación española considera como timbre de honor el acatamiento de la ley de Dios, según la doctrina de la Iglesia católica, apostólica y romana, única verdadera y fe inseparable de la conciencia nacional, que inspirará su legislación.

desprovisto totalmente de soberanía popular y con una visión brutalmente excluyente: la falange consideraba como enemigos de la nación española (anti-España) a quienes no la concebían con un carácter centralista-unitario, de destino en lo universal y profusamente asentada en raíces cristianas.
Tras la muerte del dictador Francisco Franco comienza la llamada Transición Española: una serie de acontecimientos políticos e históricos que transformaron el anterior régimen franquista en un Estado Social y Democrático de Derecho garantizado por la constitución de 1978. La nación española, con su significación, tal como queda recogida en la carta magna, se adentra en una nueva etapa.

## La nación española en la Constitución de 1978

### Debate con motivo del estatuto catalán
El concepto de nación se ha visto disputado, dentro de los crispados debates políticos e ideológicos difícilmente separables de posturas nacionalistas e intereses contrapuestos, desde posicionamientos que lo perciben como un término reservado e intransferible, pasando por otros que lo conciben como una figura adaptable o en esencia idéntica al vocablo sui generis de nacionalidad, o quienes lo consideran como expresión alegal de un manifiesto sentimiento. Estas discusiones se presentaron especialmente intensas durante el recurso de inconstitucionalidad del Estatuto de Autonomía de Cataluña de 2006, en cuyo fallo del 28 de junio de 2010 el Tribunal Constitucional establece que carecen de valor jurídico interpretativo las referencias del Preámbulo del Estatuto a Cataluña como nación y a la realidad nacional de Cataluña. Dicha sentencia dicta textualmente que:

...la nación que aquí importa es única y exclusivamente la nación en sentido jurídico-constitucional. Y en ese específico sentido la Constitución no conoce otra que la Nación española, con cuya mención arranca su preámbulo, en la que la Constitución se fundamenta (art. 2 CE) y con la que se cualifica expresamente la soberanía que, ejercida por el pueblo español como su único titular reconocido (art. 1.2), se ha manifestado como voluntad constituyente en los preceptos positivos de la Constitución Española.

En el contexto del Estado democrático instaurado por la Constitución, es obvio que, como tenemos reiterado, caben cuantas ideas quieran defenderse sin recurrir a la infracción de los procedimientos instaurados por el Ordenamiento para la formación de la voluntad general expresada en las leyes (por todas, STC 48/2003, de 12 de marzo). Y cabe, en particular, la defensa de concepciones ideológicas que, basadas en un determinado entendimiento de la realidad social, cultural y política, pretendan para una determinada colectividad la condición de comunidad nacional, incluso como principio desde el que procurar la conformación de una voluntad constitucionalmente legitimada para, mediando la oportuna e inexcusable reforma de la Constitución, traducir ese entendimiento en una realidad jurídica. En tanto, sin embargo, ello no ocurra, las normas del Ordenamiento no pueden desconocer ni inducir al equívoco en punto a la «indisoluble unidad de la Nación española» proclamada en el art. 2 CE, pues en ningún caso pueden reclamar para sí otra legitimidad que la que resulta de la Constitución proclamada por la voluntad de esa Nación...

Así el máximo intérprete de la constitución, sin definir qué es nacionalidad, declara que la carta magna no admite otra nación que no sea la nación española, en la que la norma suprema se fundamenta. 

### Nación española en el Preámbulo y en el artículo 2
Desde la perspectiva que ofrece la lectura del texto constitucional, tanto del Preámbulo como del Artículo Segundo de la Constitución, pueden derivarse diferentes interpretaciones del concepto de nación española con consecuencias en cuanto a la definición del sujeto de la soberanía o poder originario, o a su identificación con el concepto de pueblo español, al ser la nación general, propia y común a todo él, o con el territorio en el que históricamente se ha asentado.
Es importante mentar que en la redacción del preámbulo expuesto e impulsado por Enrique Tierno Galván, matriz del texto actual, no se recogía el término "nación española", apareciendo en su lugar "pueblo español". Fue UCD quién motivó dicha modificación, que terminó consensuándose en la comisión mixta congreso-senado, presentando una enmienda para establecer un preámbulo que recogiese la expresión "nación española", argumentando que: 

Sin perjuicio de la fórmula de promulgación. Debe precisarse el sujeto constituyente que según la expresión más tradicional lo constituye la Nación española.

Queda patente, desde la justificación de la enmienda, la intencionalidad de posicionar y anclar a la nación española como sujeto preconstitucional y realidad previa a la misma, ajustando el concepto de nación como poder soberano originario, concepto que también asienta el artículo 2 al establecer a la nación como principio en donde se fundamenta la carta magna y no viceversa. Durante la tramitación (congreso, senado y comisión mixta) del preámbulo se produjo vacilación terminológica entre las expresiones «Pueblo español» y «Nación española», produciéndose finalmente una aceptación sobreentendida de que ambas eran equiparables, alcanzándose unas reglas de consenso al comenzar el preámbulo con el vocablo nación y finalizándolo con la palabra pueblo. El considerando realiza esta equivalencia mostrando a la nación española como supremo poder originario, describiéndola como el sujeto máximo de la decisión política y un primario firmamento, corolariamente, convidada a quedar subyugada a la norma suprema; supeditación que requiere, inevitablemente, el refrendo del pueblo español, mediante un consentimiento afirmativo demostrado por referéndum. Desde el momento en que se hace efectiva esa ratificación, la nación española desplaza su poder constituyente hacia un segundo orden, para emerger su soberanía como un poder constitucional y constituido, sometido a la ley fundamental e indispensable en la conformación del Estado como máximo titular de sus potestades políticas; aunque pudiendo, según cierta teoría, actuar de nuevo como poder originario constituyente al efectuarse la reforma total de la carta magna, prevista en el artículo 168, que requiere insoslayablemente la aprobación y certificación favorable de la ciudadanía española.
La identificación de la nación española con el territorio, que tradicionalmente contiene, deriva del artículo 2 de la constitución; que si bien su redacción final fue ampliamente apoyada, su elaboración no estuvo exenta de unas intensas y complicadas negociaciones, en donde se conjugaron posturas enfrentadas y hasta cierto punto antagónicas. Dicho artículo presenta un territorio compuesto por entidades no delimitadas: nacionalidades y regiones, que integran la nación.
El tribunal constitucional, en uno de sus fundamentos jurídicos, dicta que no se puede referir el término nación a otro sujeto que no sea el pueblo titular de la soberanía (titularidad que queda establecida en el artículo 1.2 de la constitución), fundamento que coincide con la definición de nación jurídico-política.

### La soberanía nacional reside en el pueblo español
Según la Constitución española el pueblo español no reconoce soberanías superiores ni inferiores a la suya propia, pero permite dentro de su cuerpo social la expresión de voluntades particulares de cada una de las agrupaciones de intereses de origen social (sindicatos y patronales), políticas (partidos), religiosas o de otra índole; y muy especialmente no sólo permite sino que fomenta las agrupaciones de origen territorial de cada uno de los pueblos de España, organizados políticamente en comunidades autónomas. Todas las voluntades particulares deben ser tenidas en cuenta y conciliadas entre sí y con la voluntad general de la nación española, que atiende a su interés general.
La organización política de la nación española es el Estado, cuyos poderes emanan del pueblo español y cuya extensión territorial alberga el medio físico que el pueblo español habita. La nación española incluye, como propias y comunes a todos los españoles, todas las tierras y culturas de España; y mediante la constitución y los estatutos de autonomía garantiza el derecho de cada una de las comunidades autónomas a definirse -si lo consideran adecuado a su personalidad diferenciada- como la expresión política de una nacionalidad. Tal expresión política articulada dentro del estado permite que el sentimiento de pertenencia a una nación particular de alguno de los pueblos de España no excluya, sino que afirme su pertenencia a la común nación española. La expresión «nación de naciones», aplicada en este contexto, es objeto de controversia, pero no parece muy alejada del espíritu constitucional.
Proteger su identidad territorial y cultural permitiendo su actualización y progreso, es derecho y obligación tanto de nacionalidades como de regiones. Tal protección no puede dar lugar a privilegios, puesto que común de todos los españoles es la riqueza que protege y es deber la solidaridad entre todas ellas.

### Derechos colectivos e individuales
La posesión de una identidad diferenciada proporciona el derecho colectivo a la autonomía, es decir, la libre aceptación de la propia identidad por la comunidad que elige preservarla y actualizarla. Es ese el único derecho colectivo, concepto que para los partidarios de una visión individualista de los derechos humanos es de difícil encaje, pero que está presente en la Constitución. Todos los demás derechos son los derechos individuales que emanan de la ciudadanía, rasgo común a todos los españoles y no particularizado de cada pueblo de España. Todos los ciudadanos españoles son, pues, iguales en derechos, y de tal igualdad se deriva la unidad de la nación española.

Junto con el derecho colectivo a la autonomía viene la obligación colectiva de la solidaridad; al igual que junto con los derechos y libertades individuales vienen los deberes de la ciudadanía, como el de la defensa o la contribución al sostenimiento de los gastos públicos.
No explicitadas en el texto constitucional, pero como desarrollo de él, se constituyen en el territorio nacional español diecinueve autonomías: dos de ellas ciudades, Ceuta y Melilla; dos insulares: Baleares y Canarias; y quince peninsulares: Andalucía, Aragón, Principado de Asturias, Cantabria, Castilla-La Mancha, Castilla y León, Cataluña, Euskadi-País Vasco, Extremadura, Galicia, La Rioja, Comunidad de Madrid, Región de Murcia, Comunidad Foral de Navarra y Comunidad Valenciana.
Las denominaciones o calificaciones denominativas de cada comunidad autónoma son diferentes para cada una –comunidad, ciudad, región, país, principado- y aunque, cada vez que se plantea, el debate político e intelectual es agudísimo, no debería haber inconveniente constitucional para que tal denominación pueda ser la de nacionalidad, (término recogido en la propia Constitución), del mismo modo que, si llega el caso, puedan denominarse reino, señorío, condado, o provincias, por citar sólo nombres que en alguna ocasión han tenido alguna de las agrupaciones territoriales que conformaron la Monarquía Hispánica –quien quisiera llevarlo más lejos en la historia de España, podría encontrar las denominaciones más extravagantes de convento, diócesis, marca o taifa-. Otros, como los de encartación, adelantamiento, corregimiento, veguería o mancomunidad han designado en distintas épocas históricas a circunscripciones territoriales de muy diferente tipo.
De la denominación no se debería seguir ninguna discriminación ni positiva ni negativa. La denominación de una comunidad autónoma no equivale a la forma política de un estado, que sólo se refiere a los estados, y según la constitución en España es la monarquía parlamentaria -y en otras ocasiones históricas se ha denominado reino, emirato, califato, monarquía a secas, monarquía católica, monarquía absoluta, monarquía constitucional, república, república federal, república de trabajadores de toda clase o nuevo estado nacional. Aparte de no interferir con la forma política del estado, el principal requisito sobre la denominación de una comunidad autónoma es que, si debe figurar en su estatuto de autonomía, para modificarse habrá de someterse a los requisitos que exige la reforma de tal estatuto.
El posicionamiento de que un estatuto pueda otorgar la calificación de nación a una comunidad autónoma, viene justificada por sus partidarios al defender que por sí misma la denominación ni conduce al llamado principio de nacionalidad que identifica nación con estado, ni está intrínsecamente vinculada con el concepto de soberanía nacional si se circunscribe dentro de la acepción de nación cultural -alejada totalmente del significado de nación política-, pudiéndose ajustar en sinonímia, desde la hipótesis de una polémica interpretación jurídica, con el término "nacionalidad" dentro de la unidad de la nación española. Estos planteamientos chocan tanto con detractores que lo ven constitucionalmente incompatible, como con la ineludible jurisprudencia del Tribunal Constitucional que en su sentencia sobre el Estatuto de Cataluña desposeyó al término nación, inscrito en el Preámbulo, de valor jurídico-interpretativo, único valor que según el Tribunal posee el préambulo o exposición de motivos, carentes totalmente de carácter vinculante o normativo y no pudiendo por ello ser objeto de recurso de inconstitucionalidad (como dictaminó en la sentencia del 4 de octubre de 1990:...en la demanda de los Diputados se solicita incluso la declaración de inconstitucionalidad y nulidad de determinados párrafos o apartados de la Exposición de Motivos de la Ley, pretensión ésta que debe ser rechazada a limine, pues los preámbulos o exposiciones de motivos de las leyes carecen de valor normativo y no pueden ser objeto de un recurso de inconstitucionalidad) y, según se desprende de la sentencia de 2010, la denominación de nación en la parte normativa (vinculante y articulada) del estatuto de Cataluña de 2006 hubiera incurrido en inconstitucionalidad: 

La referencia del art. 8 EAC a los símbolos nacionales de Cataluña podría inducir a esa indebida confusión si pretendieran extraerse de la mención del preámbulo a determinada declaración del Parlamento de Cataluña sobre la nación catalana unas consecuencias jurídico constitucionales contradictorias con el sentido preciso del art. 2 CE en punto a la sola y exclusiva relevancia constitucional de la Nación española. Sin embargo, cabe interpretar, de acuerdo con la Constitución, que con la calificación como «nacionales» de los símbolos de Cataluña se predica únicamente su condición de símbolos de una nacionalidad constituida como Comunidad Autónoma en ejercicio del derecho que reconoce y garantiza el art. 2 CE, pues así expresamente se proclama en el art. 1 EAC y se reitera en el art. 8 EAC. Se trata, en suma, de los símbolos propios de una nacionalidad, sin pretensión, por ello, de competencia o contradicción con los símbolos de la Nación española.

 Según la sentencia sólo es constitucional el adjetivo "nacionales" en tanto este es derivado de nacionalidad y en ningún caso de nación, que corresponde exclusivamente a la nación española.

### Conceptualización de nacionalidad frente a nación en España

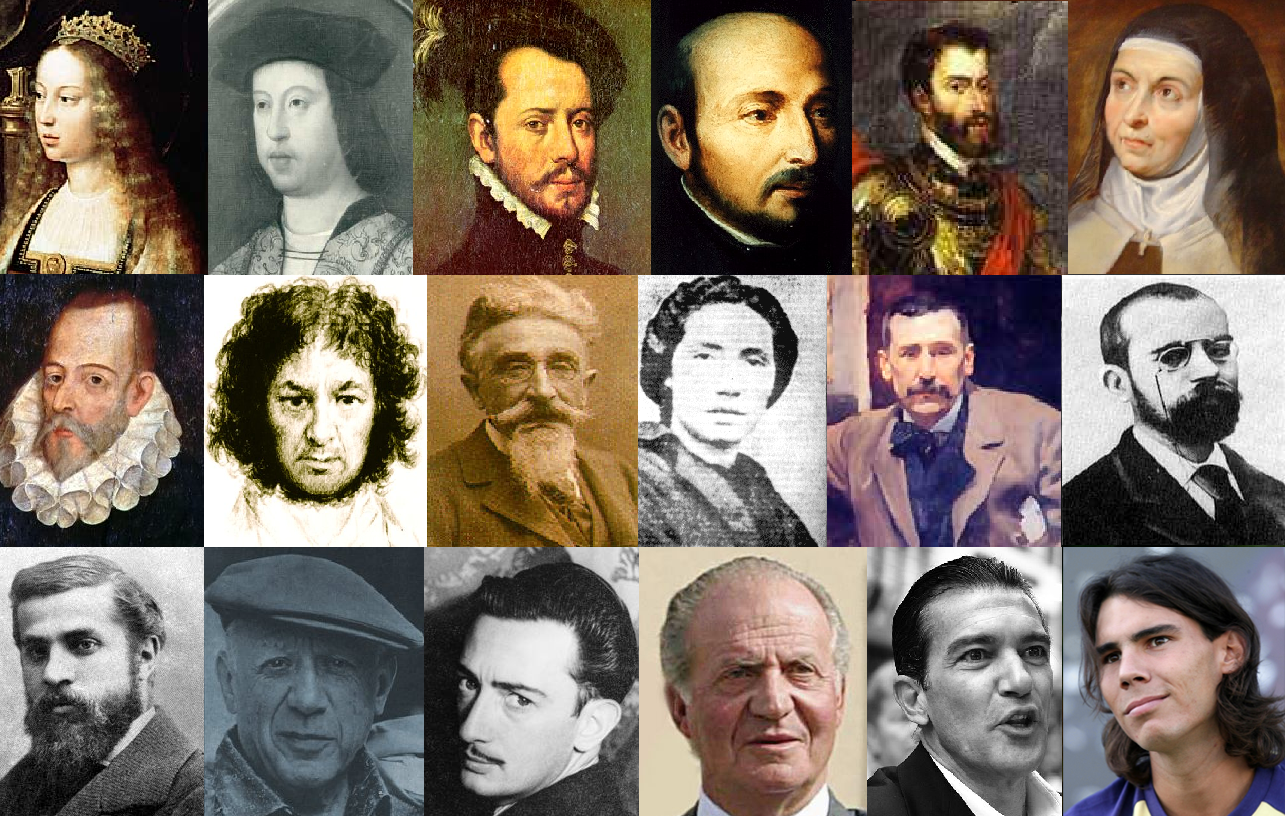
Galería de personajes españoles a lo largo de la historia.

La ambigüedad de la formulación del artículo 2 de la Constitución de 1978, que en su momento permitió un amplio consenso para su aprobación, tiene como problema la diferente interpretación que de ambos términos se hace:
Aparte de su valor administrativo -nacionalidad de pasaporte, que en otros idiomas se conoce bajo otro nombre, como lo es Staatsbürger en alemán (literalmente "Ciudadano del Estado")- la nacionalidad guarda mayores implicaciones políticas y culturales. En términos generales, el diccionario de la Real Academia Española la define de cuatro formas: 1. Condición y carácter peculiar de los pueblos y habitantes de una nación; 2. Estado propio de la persona nacida o naturalizada en una nación; 3. Esp. Comunidad autónoma a la que, e su Estatuto, se le reconoce una especial identidad histórica y cultural; 4. Esp. Denominación oficial de algunas comunidades autónomas españolas (DRAE). De hecho durante el proceso constituyente se discutió la posibilidad de modificar el término de "nacionalidad española" por el de "ciudadanía española" para hacer una clara distinción entre el estatus jurídico de condición de español con el calificativo de una entidad subestatal; pero tal discusión quedó definitamente aparcada al entenderse que ambos conceptos eran claramente diferenciables. La utilización del término nacionalidad, aplicado como denominativo de territorios, carece de parangón en la historia constitucional española y de analogías en otros ordenamientos nacionales: tenía una aplicación algo similar en el derecho del imperio austrohúngaro; no así en China, en la extinta URSS o en la antigua Yugoslavia, entre otros, donde la nacionalidad hace o hacía referencia a un determinado grupo étnico-cultural. La introducción del término en la lengua española, como calificativo de un ente territorial, fue acogido en el ámbito académico-lingüístico a raíz de su constitucionalización en la carta magna, no obstante no han faltado autores que han atribuido tradición a este determinado uso y han rastreado y discutido su origen en nuestro idioma: desde atribuirle a Jonh Stuart Mill (como anglicismo de su obra Del gobierno representativo) la acepción del vocablo, a atribuírselo a Enric Prat de la Riba (de su obra La nacionalidad catalana), entre otros, incluso como derivativo natural del término "nación de segundo grado" usado por Pi y Margall. Las interpretaciones que suscitó el término nacionalidad del artículo 2 de la Carta Magna, para los políticos involucrados en la legislatura constituyente, fueron matizables. Algunas de esas apreciaciones fueron:

El proyecto que nos presenta la ponencia reconoce a España como tal nación de manera taxativa...y al atribuir al pueblo español en su conjunto la soberanía nacional -y ahí esta la importancia del término- excluye toda posibilidad de separatismo legal, puesto que reconoce un solo sujeto de autodeterminación. Pero al lado de este principio de autodeterminación, el proyecto de constitución reconoce un principio de autoidentificación de aquellos hechos diferenciales con conciencia de su propia, infungible e irreductible personalidad. A esta autoidentificación es a lo que a nuestro juicio, correspondería la expresión "nacionalidades" que aparece en el art.2 de la constitución.
Miguel Herrero y Rodríguez de Miñon (UCD). Uno de los 7 Padres de la constitución 

Desde una perspectiva nacionalista, desde mi perspectiva nacionalista, no puedo dejar de constatar, no sin emoción, que hoy coincidimos todos en la voluntad de poner fin a un Estado centralista; hoy coincidimos todos en alcanzar, por la vía de la autonomía, un nuevo sentido de la unidad de España; y coincidimos casi todos en dar al reconocimiento de la realidad plurinacional de la nación española el sentido de un punto final a viejas querellas internas.
Miquel Roca i Junyent (CiU). Uno de los 7 Padres de la constitución

Sólo hay un sujeto del poder constituyente, que es la nación española, y las demás nacionalidades forman parte de esta nación. No puede haber ninguna interpretación futura que dé a las nacionalidades, tal y como está el texto constitucional, derecho alguno en constituirse en Estado en virtud del principio de autodeterminación, porque el único que se puede constituir en Estado es el poder constituyente y ese es la nación española...Las nacionalidades son comunidades que tienen unas ciertas peculiaridades de tipo cultural, lingüístico, histórico, etc. que no son exactamente lo que se puede entender por una región
Luis González Seara (UCD). Senador

La existencia de diversas naciones o nacionalidades no excluye, sino todo lo contrario, hace mucho más real y posible, la existencia de esa nación que para nosotros es fundamental, que es el cómputo y la absorción de todas las demás y que se llama España
Gregorio Peces-Barba Martínez (PSOE). Uno de los 7 padres de la constitución 

[Nacionalidad es] Un estado de conciencia colectivo que se fundamenta no sólo en la historia, en el pasado común, en la lengua, en la cultura o en la realidad económica sino también en una forma determinada de concebir su propia realidad frente a las otras(...)Se define, en consecuencia, que España es una nación de naciones, y éste es un término que no es extraño en nuestra reflexión política y teórica como han demostrado algunos historiadores.
Jordi Solé Tura (PCE). Uno de los 7 padres de la constitución 

[Nacionalidad es la] Expresión de identidades históricas y culturales, que han de ser reconocidas y respetadas incluso en la propia dimensión política que les corresponde, en la fecunda y superior unidad de España
Landelino Lavilla Alsina (UCD). Ministro de Justicia 

El contexto de nacionalidad es confuso e impreciso, pues se confunde con el de nación. Es evidente, pues, la contradicción y confusión de ambos términos.
Licinio de la Fuente (AP). Diputado 

[Las nacionalidades son] Comunidades de acusada personalidad cultural o histórico política que aspiran al reconocimiento constitucional de sus singularidades constitutivas
Rafael Arias-Salgado Montalvo (UCD). Diputado 

Desde estas citas y desde los diversos puntos de vista de la actualidad, se pueden recoger diferencias precisas en cuanto a la distinción de nacionalidad frente a región y nación española: la significación de nacionalidad como una realidad social preexistente, que reforzase el carácter peculiar histórico-cultural de unos determinados territorios con una idiosincrasia fuertemente arraigada, en lo que se ha venido a denominar hechos diferenciales, frente a otros que se reconocían región. El mayor y eterno debate deriva de la definición de tal calificativo y de si este no posee en su naturaleza el concepto de nación no soberana, frente al de nación española soberana; conllevando una acepción semánticamente enigmática, fruto de conseguir un amplio consenso que satisficiera los diferentes postulados ideológicos. Lo que sí es seguro es que el autorreconocimiento de nacionalidad frente al de región comporta una relevancia de carácter político, sin otorgarle privilegios jurídicos, lo que significa que nunca podría ser el criterio para reflejar posibles diferencias organizativas, competenciales o de participación en las decisiones del Estado y compartiendo ambos términos su pertenencia a la nación española y su carencia de potestad soberana.
La nación suele entenderse como la comunidad del pueblo con la tierra y cultura en la que vive, y surge de una historia compartida y revivida por cada generación con voluntad de actualizarla. Los mitos de origen común, históricamente falsos en su mayor parte, no son la parte más relevante de la cohesión nacional -ya dijo Johan Huizinga que para el estudio de una sociedad cobra el valor de una verdad la ilusión en que viven sus contemporáneos, Eric Hobsbawm que las tradiciones se inventan y Benedict Anderson que las naciones son Comunidades Imaginadas.

para comprender la vida de la cultura, tiene el valor de una verdad la ilusión en que los contemporáneos viven. Incluso en el caso de que la forma noble de la vida no hubiese sido sino un barniz de la vida, entraría en la tarea indeclinable de la historia comprender la vida con todo el brillo de aquel azur.
Johan Huizinga

Utilizo el término ‘tradición inventada’ para significar un conjunto de prácticas, normalmente gobernadas por unas reglas abiertas o tácitamente aceptadas y de una naturaleza ritual o simbólica, el cual busca inculcar ciertos valores y normas de conducta por repetición, que automáticamente implica continuidad con el pasado. De hecho, cuando es posible, intentan establecer continuidad con un pasado histórico adecuado.
Eric Hobsbawm

Así pues, con un espíritu antropológico propongo la definición siguiente de la nación: una comunidad política imaginada como inherentemente limitada y soberana. Es imaginada porque aun los miembros de la nación más pequeña no conocerán jamás a la mayoría de sus compatriotas, no los verán ni oirán siquiera hablar de ellos, pero en la mente de cada uno vive la imagen de su comunión.
Benedict Anderson

Las identidades lingüística, religiosa o étnica, más eficaces para tal cohesión, tampoco son ni suficientes ni necesarias por su propio peso (ver ejemplos en nacionalismo). La convivencia confusa de todas las características y la existencia de minorías interpenetradas de cada una de ellas harían imposible la definición de frontera nacional alguna (ver Tratado de Versalles (1919) y su resultado, la Segunda Guerra Mundial). Las fronteras nacionales españolas, decanas entre las de Europa, datan de 1659 (Tratado de los Pirineos con Francia) y 1806 (Guerra de las Naranjas con Portugal), pero es prácticamente imposible defender que reflejan cesuras étnicas, lingüísticas, culturales o religiosas.
Más allá del mito o las identidades forzadas, la nación es un ejercicio voluntario y racional de convivencia en libertad e igualdad de derechos entre gentes que se consideran libres e iguales –el plebiscito cotidiano de Ernest Renan-. Pero tal voluntad es menos voluntaria de lo que parece, o al menos responde a la iniciativa de un impulsor. Como decía Józef Piłsudski "Es el Estado el que hace la nación y no la nación al Estado", o como parafraseaba Eric Hobsbawn "...el nacionalismo es anterior a la nación. No son las naciones las que hacen a los Estados y al nacionalismo; es a la inversa".
Esta implicación del Estado en la construcción de la nación fue, según diversos autores, deficitaria durante el liberalismo español del siglo XIX, suponiendo una fuerte merma en el establecimiento y fomento de una conciencia identitaria que implementara la noción de la nación española en la ciudadanía, debido principalmente a 3 factores: Primero, más de la mitad del presupuesto se gastaba a lo largo del siglo XIX en el pago de la deuda y el mantenimiento del ejército; la educación era escasa y mal distribuida, desaprovechando así la fuerza de elementos unificadores que otorgaba la cultura y la educación y traduciéndose en unas vergonzantes tasas de analfabetismo. Segundo, un factor esencial tenía que ver con la falta de voluntad de actuación y de intervención entre buena parte de la clase política; en este sentido, la ineficacia política e institucional del Estado del siglo XIX, dirigido por unas élites poco comprometidas con la democratización y la modernización, perezosas en cuanto a armonizar una unidad del mercado nacional y promover los símbolos patrios, condujeron al fracaso de la idea de la nación española en la diversidad del territorio. Tercero, las dificultades que encontró el sistema liberal frente a los partidarios del antiguo régimen, principalmente la iglesia y los carlistas que veían peligrar sus privilegios con la implantanción del nuevo régimen. Como exponen en su trabajo los historiadores José Cepeda Gómez y Antonio Calvo Maturana, apoyándose en obras historiográficas de Julio Aróstegui y Teresa Nava Rodríguez: 

Son muchos los autores que coinciden en que el nacionalismo, tal y como lo entendemos hoy día, es una ideología que se fraguó a finales del XVIII y principios del XIX, y cristalizó tras las Revoluciones Liberales. «Más y más después de 1815, el Estado-Nación se convierte en la forma “normal” de organización política, cultural y económica en Europa, desde Noruega a Grecia, desde Irlanda a Estonia». España no fue una excepción, si bien las deficiencias estructurales de su Estado decimonónico (lenta centralización, sociedad caciquil, política cultural poco definida, etc.) han podido hacer del español un nacionalismo truncado o relativamente fallido.

Está claro que es la imposición por el poder la forma en que las naciones se acaban definiendo, pero no se puede ignorar que existen, al menos en la conciencia de quienes creen pertenecer a ellas, que es lo que proporciona la potencia del concepto. Las encuestas y estudios sobre la identidad nacional española, siempre dan resultado que la gran mayoría de los habitantes de España, incluidas las Comunidades gobernadas por nacionalismos periféricos, se sienten españoles.
Independientemente de su origen, como fruto de un sentimiento, la expresión de la nacionalidad forma parte de lo más íntimo de la persona. Cuando se ha pretendido prohibir o imponer (por ejemplo, durante el franquismo), las consecuencias fueron las contrarias a las pretendidas en el plazo de una generación. Las leyes no deben ignorarla, pero tampoco extraer de ella privilegios ni situaciones injustas. La saturación y forzamiento extremo de un tipo de visión sesgadamente constreñida de un nacionalismo español excluyente, durante el periodo franquista, provocó, tras la entrada de la democracia, que la vinculación de España como nación y sus símbolos patrios entrasen en una etapa de constante estado de ebullición, produciéndose mayoritariamente desde el ámbito político-institucional un desmarque y un discurso de evitación para no provocar una incómoda identificación y relación de la nación española con el pasado dictatorial, expresándose una postura de índole engorrosa por parte de los partidos políticos a nivel nacional, cuya valoración de las señas de identidad española con el pasado ha derivado en una simbología cívica y de patriotismo constitucional. Muchos políticos -tanto del espectro de la izquierda como de la derecha- han criticado dicha vinculación, declarándola injusta y falto de rigurosidad, manifestando la falsedad de concebir y juzgar a la nación por un desgraciado pasado que no reflejaría la totalidad de la historia española y de su actual presente.
Bien entendida, la nacionalidad conduce al patriotismo, no al nacionalismo, y genera comportamientos incluyentes, altruistas y de servicio, no excluyentes, egoístas y de reivindicación. Llevada a sus extremos negativos, conduce al imperialismo o al irredentismo -la imposición hacia el exterior de la propia nacionalidad-; y hacia el interior conduce al totalitarismo y la anulación de toda diversidad, tanto de cualquier otro colectivo como del propio ser humano, cuyos intereses se olvidan en beneficio de un ente abstracto –la nación- que termina por ser ajeno, suscitando las páginas más terribles de la historia de la humanidad (desde el el Terror hasta el Holocausto), y que en el caso de España (donde se acuñaron conceptos tan explícitamente excluyentes como el de Antiespaña y los múltiples antiespañolismos) tuvo sus propios momentos nefastos desde el inicio de su Historia Contemporánea en la sucesión casi ininterrumpida de enfrentamientos y guerras civiles entre 1808 y 1939.